# Lorenzo Boturini
Pour les articles homonymes, voir Boturini.

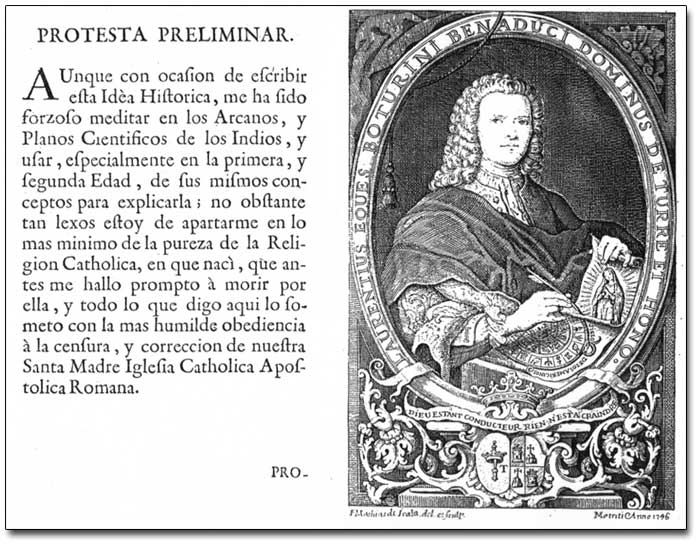
Lorenzo Boturini

Lorenzo Boturini Bernaducci, né en 1702 à Côme et mort en 1753 à Madrid, est un historien, antiquaire et ethnographe de la Nouvelle-Espagne.

## Biographie
Né de famille noble, chevalier du Saint Empire, il étudie à Milan puis vit à Trieste et à Vienne. Au moment de la guerre avec l'Espagne il se rend dans ce pays où la comtesse de Santibáñez, fille de la comtesse de Moctezuma, le charge de récupérer sur le trésor de la Nouvelle-Espagne la part  à laquelle elle a droit en tant qu'héritière de Moctezuma II. Il arrive donc en 1736 au Mexique où il passera huit ans, y vivant avec les indigènes. Il apprend le nahuatl et rassemble une grande collection de cartes hiéroglyphiques sur coton, peau ou papier de fibres de maguey et de manuscrits indiens, réalise environ cinq cents copies d'inscriptions, ainsi que des dessins et descriptions de monuments. Il s'intéresse également au culte de la Vierge de Guadalupe et lance une souscription pour surmonter son effigie d'une couronne d'or. Il s'attire l'hostilité du gouvernement colonial. Le 2 juin 1743, il est arrêté sous prétexte qu'il n'a pas d'autorisation formelle du Conseil des Indes et sa collection est confisquée. Il est expulsé vers l'Espagne en prenant avec lui la plus riche collection d'antiquités mexicaines qui fut ravagé par des pirates. De retour à Madrid qu'avec ses notes, le Conseil des Indes lui donne raison contre le viceroi, mais il renonce à repartir en Nouvelle-Espagne et devient historiographe général des Indes. Une grande partie de ce qui reste de sa collection, rachetée par Joseph Aubin puis Eugène Goupil, se trouve à la BnF,.

## Œuvres
- Idée d'une nouvelle histoire général de l’Amérique septentrionale